# Лампинг, Вильгельм (дирижёр)
Вильгельм Лампинг (нем. Wilhelm Lamping; 21 мая 1861, Линген — 7 сентября 1929, Билефельд) — немецкий дирижёр и органист.
В 1881—1885 гг. учился в берлинской Новой Академии музыки. С 1886 года работал в Билефельде, с 1892 года в статусе городского музыканта. Руководил различными хоровыми коллективами, до 1899 года также органист церкви Святого Николая, при которой основал общество церковной музыки. В 1901 году возглавил основанный в городе оркестр. Недолгое время давал уроки клавира Марианне Вебер. В 1910 году получил почётное звание профессора. В последние годы жизни занимался организацией постройки в Билефельде нового концертного зала, финансирование для которого было предоставлено вдовой предпринимателя Августа Эткера Линой Эткер в память об их сыне Рудольфе, химике и музыканте-любителе, погибшем на Первой мировой войне. Концертный зал имени Рудольфа Эткера открылся в 1930 году, уже после смерти Лампинга; в здании установлен его бюст (скульптор Ханс Ператонер).
Опубликовал ряд хоровых сочинений, а также клавирные переложения произведений Иоганна Себастьяна Баха, в том числе «Страстей по Иоанну» и чаконы из Партиты № 2 для скрипки соло (последнее, по мнению позднейшего критика, «робкое и бесцветное»).
Имя Лампинга носит улица (нем. Lampingstraße) в Билефельде.